# Stay Around
Stay Around es el decimoquinto y póstumo álbum de estudio del músico estadounidense JJ Cale, publicado por la compañía discográfica Because Music el 26 de abril de 2019.
El álbum, el primero en diez años desde el lanzamiento de Roll On, es una colección de quince canciones inéditas, mezcladas y producidas por el propio Cale a lo largo de su carrera musical, y recopiladas por su viuda Christine Lakeland y su mánager y amigo Mike Kappus. En un comunicado, Lakeland habló sobre la recopilación de Stay Around diciendo: "Quería encontrar material completamente inédito para maximizar el "factor Cale", usando todo lo que venía de las orejas y los dedos de John y sus elecciones como pude, así que rebusqué en las mezclas de John. Puedes hacer las cosas tan estériles que quitas la sensación humana. Pero John dejó mucho de ese sentimiento humano. Dejó mucho espacio para la interpretación".
El primer sencillo, "Chasing You", fue publicado el 31 de enero de 2019 acompañado de un video musical con material de Cale tocando en directo extraído del documental To Tulsa an Back - On Tour with J.J. Cale. "Stay Around", el tema que da título al álbum, fue también editado como segundo sencillo el 20 de marzo y publicado el 13 de abril con ocasión del Record Store Day, con el tema "Worrying Off Your Mind" como cara B.

## Lista de canciones
1. "Lights Down Low" – 2:20
2. "Chasing You" – 4:26
3. "Winter Snow" – 3:25
4. "Stay Around" – 4:42
5. "Tell You 'Bout Her" – 3:45
6. "Oh My My" – 1:51
7. "My Baby Blues" – 3:04
8. "Girl of Mine" – 3:02
9. "Go Downtown" – 3:32
10. "If We Try" – 2:49
11. "Tell Daddy" – 3:24
12. "Wish You Were Here" – 2:45
13. "Long About Sundown" – 2:48
14. "Maria" – 3:38
15. "Don't Call Me Joe" – 3:01